# Belomitra leobrerorum
Belomitra leobrerorum es una especie de  molusco gasterópodo marino de la familia Belomitridae.

## Características
Se lo ha hallado en Filipinas, entre Dipolog, en Mindanao, y la isla Aliguay. Se lo encontró entre los 100 y 150 m de profundidad. A la especie se la conoce sólo por dos conchas desgastadas, fuertemente blanqueadas y que fueron recolectadas ya muertas.